# Лей Коу
Лей Коу (англ. Lei Kou; нар. 20 листопада 1987) — український настільний тенісист китайського походження. Багаторазовий чемпіон України, бронзовий призер Європейських ігор і Кубку європейських федерацій. Майстер спорту України міжнародного класу.

## Життєпис
Народився 20 листопада 1987 року в Пекіні (КНР).
Майстер спорту України міжнародного класу (2008).
У фіналі одиночного розряду чемпіонату України 2009 року в Полтаві виборов золоту медаль, перемігши з мінімальним відривом полтавчанина Івана Каткова.
На Чемпіонаті Європи 2010 року в Остраві (Чехія) в парному розряді разом з Євгеном Прищепою завоював бронзову медаль.
У фіналі одиночного розряду чемпіонату України 2014 року в Донецьку переміг львів'янина Олександра Дідуха.
У фіналі одиночного розряду чемпіонату України 2015 року в Жовкві переміг киянина Віктора Єфимова.

## Олімпійські ігри
Учасник літніх Олімпійських ігор 2008 року. У першому ж турі змагань поступився представникові Конго Сураю Сака.
На літніх Європейських іграх 2015 року в Баку (Азербайджан) дійшов до півфіналу, де поступився білорусу Владіміру Самсонову. У поєдинку за 3-є місце переміг представника Великої Британії Пола Дрінкгола з рахунком 4:2, тим самим виборовши бронзову медаль.
На літніх Олімпійських іграх 2016 року в Ріо-де-Жанейро (Бразилія) вдало пройшов перших три кола, а у четвертому колі поступився португальцеві Маркушу Фрейташу 0:4 (8:11, 7:11, 5:11, 7:11).

## Клубна кар'єра
У 2017 року виступав у команді Dabang Smashers TTC в Індії.
- сезон 2018/19 — «PKS KOLPING FRAC», Ярослав[10]
- сезон 2019/20 — «PKS KOLPING FRAC», Ярослав — золото клубного чемпіонату Польщі[11].

## Родина
Одружений, має доньку.

## Різне
Спонсор — DONIC.